# Jessie Cave
Jessica Alice Cave Lloyd, nota semplicemente come Jassie Cave (Londra, 5 maggio 1987) è un'attrice britannica.
È conosciuta per aver interpretato il ruolo di Lavanda Brown nella serie cinematografica di Harry Potter. 

## Biografia
Jessie Cave è nata nel 1987 ad est di Londra, ed è la seconda di cinque fratelli. Suo padre lavora come medico. Suo nonno era il Segretario Capo di Hong Kong, Sir Charles Philip Haddon-Cave. Jessie ha studiato Illustrazione e Animazione alla Università di Kingston, e Letteratura inglese alla University of Manchester, ma ha abbandonato gli studi prima di completare il corso. Prima di decidere di seguire la carriera di attrice, aveva deciso di studiare amministrazione teatrale alla Royal Academy of Dramatic Arts.

### Carriera
Ha debuttato come attrice nel film televisivo drammatico Summerhill, messo in onda sulla CBBC all'inizio del 2008. 
Il primo luglio 2007 fu indetto un casting aperto per il ruolo di Lavanda Brown nel film Harry Potter e il principe mezzosangue. Jessie, venuta da un'agenzia, ha ottenuto il ruolo di Lavanda battendo altre 7.000 candidate che si erano presentate alle audizioni. È stata confermata nel ruolo di Lavanda Brown anche in Harry Potter e i Doni della Morte - Parte 1 e Harry Potter e i Doni della Morte - Parte 2 anche se la sua partecipazione è ridotta a pochissime inquadrature e risulta essere tra le più drammatiche. Tra gli attori del cast del film, Emma Watson l'ha descritta come "molto dolce e perfetta" per il ruolo di Lavanda, mentre Rupert Grint ha detto che è "molto cool".
Jessie ha anche recitato in un ruolo minore nel film del 2008 Inkheart - La leggenda di cuore d'inchiostro, come una ninfa acquatica. Nel giugno del 2009 ha fatto il suo debutto nel West End londinese, recitando nel ruolo di Thomasina in un'acclamata rivisitazione di Arcadia di Tom Stoppard, al Duke of York's Theatre.
Nel 2012 ha partecipato al film Grandi speranze nel ruolo della dolce Biddy, la maestrina del protagonista che poi sposerà il cognato rimasto vedovo. Nel 2014 recita nella commedia Inglese Pride nel ruolo di una ragazza lesbica; nel dicembre dello stesso anno ha dato alla luce il suo primo figlio, Donnie. 
Nel marzo del 2024 annuncia l'apertura di un profilo su OnlyFans dedicato ai suoi capelli per pagare i propri debiti.

### Vita privata
Ha una relazione con il comico Alfie Brown, figlio del compositore Steve Brown e dell'impressionista Jan Ravens. Hanno quattro figli: Donnie (ottobre 2014), Margot (luglio 2016), Tenn (ottobre 2020) e Becker Brown (marzo 2022).

## Filmografia parziale

### Cinema
- Inkheart - La leggenda di cuore d'inchiostro (Inkheart), regia di lain Softley (2008)
- Harry Potter e il principe mezzosangue (Harry Potter and the Half-Blood Prince), regia di David Yates (2009)
- Harry Potter e i Doni della Morte - Parte 1 (Harry Potter and the Deathly Hallows Part I), regia di David Yates (2010)
- Harry Potter e i Doni della Morte - Parte 2 (Harry Potter and the Deathly Hallows Part II), regia di David Yates (2011)
- Grandi speranze (Great Expectations), regia di Mike Newell (2012)
- Pride, regia di Matthew Warchus (2014)
- Il racconto dei racconti - Tale of Tales, regia di Matteo Garrone (2015)

### Televisione
- Cranford – serie TV, episodi 1x4 (2007)
- Summerhill, regia di Jon East - film TV (2008)
- Sadie J – serie TV, episodi 1x4 (2011)
- Grandma's House – serie TV, episodi 2x6 (2012)
- Pramface – serie TV, episodi 2x1 (2013)
- Coming Up – serie TV, episodi 11x2 (2013)
- BBC Comedy Feeds – serie TV, episodi 2x5 (2013)
- Wizards vs. Aliens – serie TV, episodi 2x9-2x10 (2013)
- Cardinal Burns – serie TV, episodi 2x5 (2014)
- The Job Lot – serie TV, episodi 2x3 (2014)
- Glue – serie TV, 8 episodi (2014)
- Give Out Girls – serie TV, episodi 1x5 (2014)
- Glue Online – serie TV, episodi 1x8 (2015)
- L'amore e la vita - Call the Midwife (Call the Midwife) – serie TV, episodi 5x2 (2016)
- Black Mirror – serie TV, episodi 4x4 (2017)
- Trollied – serie TV, 14 episodi (2015-2018)

## Doppiatrici italiane
Nelle versioni in italiano dei suoi film, Jessie Cave è stata doppiata da:
- Elena Perino in Harry Potter e il principe mezzosangue, Pride
- Valentina Favazza in Il Racconto dei racconti - Tale of Tales